# Transformada de Weierstrass

La gràfica d'una funció f(x) (negre) i la seva transformació de Weierstrass generalitzada per a cinc paràmetres d'amplada (t). La transformada estàndard de Weierstrass F(x) ve donada pel cas t = 1 (en verd)

En matemàtiques, la transformada de Weierstrass d'una funció f : R → R, que porta el nom de Karl Weierstrass, és una versió "suavitzada" de f(x) obtinguda fent la mitjana dels valors de f, ponderats amb una funció gaussiana centrada a x.
Concretament, és la funció F definida per
{\displaystyle F(x)={\frac {1}{\sqrt {4\pi }}}\int _{-\infty }^{\infty }f(y)\;e^{-{\frac {(x-y)^{2}}{4}}}\;dy={\frac {1}{\sqrt {4\pi }}}\int _{-\infty }^{\infty }f(x-y)\;e^{-{\frac {y^{2}}{4}}}\;dy~,}
la convolució de f amb la funció gaussiana
{\displaystyle {\frac {1}{\sqrt {4\pi }}}e^{-x^{2}/4}~.}
El factor 1/√(4 π) s'escull de manera que la gaussiana tingui una integral total d'1, amb la conseqüència que les funcions constants no es modifiquen per la transformada de Weierstrass.
En lloc de F(x) també s'escriu W[f](x). Tingueu en compte que F(x) no ha d'existir per a cada nombre real x, quan la integral definidora no convergeix.
La transformada de Weierstrass està íntimament relacionada amb l'equació de calor (o, de manera equivalent, l'equació de difusió amb coeficient de difusió constant). Si la funció f descriu la temperatura inicial en cada punt d'una vareta infinitament llarga que té una conductivitat tèrmica constant igual a 1, aleshores la distribució de temperatura de la vareta t = 1 unitats de temps després vindran donades per la funció F. Utilitzant valors de t diferents d'1, podem definir la transformada de Weierstrass generalitzada d'f.
La transformada de Weierstrass generalitzada proporciona un mitjà per aproximar bé una funció integrable donada f arbitràriament amb funcions analítiques.

## Noms
Weierstrass va utilitzar aquesta transformada en la seva prova original del teorema d'aproximació de Weierstrass. També es coneix com a transformada de Gauss o transformada de Gauss-Weierstrass en honor a Carl Friedrich Gauss i com a transformada de Hille en homenatge a Einar Carl Hille que la va estudiar àmpliament. La generalització Wt esmentada a continuació es coneix en l'anàlisi del senyal com a filtre gaussià i en el processament d'imatges (quan s'implementa a R2) com a desenfocament gaussià.

## Propietats generals
La transformada de Weierstrass assigna a cada funció f una nova funció F; aquesta assignació és lineal. També és invariant de translació, és a dir, la transformada de la funció f(x + a) és F(x + a). Ambdós fets són més generalment certs per a qualsevol transformada integral definida mitjançant convolució.
Si la transformada F(x) existeix per als nombres reals x = a i x = b, llavors també existeix per a tots els valors reals entremig i hi forma una funció analítica; a més, F(x) existirà per a tots els valors complexos d'x amb a ≤ Re(x) ≤ b i forma una funció holomòrfica en aquesta franja del pla complex. Aquesta és la declaració formal de la "suavitat" d'F esmentada anteriorment.
Si f és integrable sobre tot l'eix real (és a dir, f ∈ L1(R)), llavors també ho és la seva transformada de Weierstrass F, i si a més f (x) ≥ 0 per a tot x, llavors també F (x) ≥ 0 per a tot x i les integrals d'f i F són iguals. Això expressa el fet físic que l'energia tèrmica total o la calor es conserva mitjançant l'equació de calor, o que la quantitat total de material difusor es conserva mitjançant l'equació de difusió.
Utilitzant l'anterior, es pot demostrar que per 0 < pàg ≤ ∞ i f ∈ Lp(R), tenim F ∈ Lp(R) i ||F||p ≤ ||f||p. La transformada de Weierstrass, en conseqüència, produeix un operador acotat W : Lp(R) → Lp(R).
Si f és prou suau, aleshores la transformada de Weierstrass de la derivada k-èsima d'f és igual a la derivada k-èsima de la transformada de Weierstrass d'f.
Hi ha una fórmula que relaciona la transformada de Weierstrass W i la transformada de Laplace de dues cares L. Si definim
{\displaystyle g(x)=e^{-{\frac {x^{2}}{4}}}f(x)}
aleshores
{\displaystyle W[f](x)={\frac {1}{\sqrt {4\pi }}}e^{-x^{2}/4}L[g]\left(-{\frac {x}{2}}\right).}